# Efferia kondratieffi
Efferia kondratieffi är en tvåvingeart som beskrevs av Bullington och Lavigne 1984. Efferia kondratieffi ingår i släktet Efferia och familjen rovflugor. Inga underarter finns listade i Catalogue of Life.